# Antimasonería

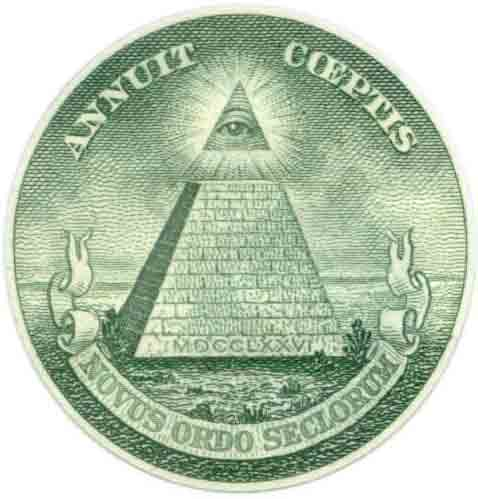
La pirámide de dos pisos que aparece en el billete de un dólar estadounidense, como símbolo de la masonería y prueba de su influencia, con los lemas Annuit Cœptis («justificó las cosas que inició») y Novus Ordo Seclorum («Nuevo Orden de los Siglos [o las Eras]»).

La antimasonería hace referencia ya sea a  la desconfianza, a la crítica, a la oposición, a la discriminación, a la represión o a la persecución de la francmasonería.

## Análisis
Desde su fundación, la masonería ha encontrado la oposición de distintos tipos de actores sociales. Los motivos de esta oposición pueden haberse referido a la Institución masónica en cuanto forma de organización, o bien poner el acento en una característica pretendidamente negativa de sus principios filosóficos y valores morales[cita requerida].
En todo caso, la oposición más visible contra la masonería es y ha sido aquella que, proviniendo desde las estructuras próximas al poder, o desde el poder mismo, ha adoptado la forma de su prohibición, anatemización, persecución y castigo.
La Masonería se define a sí misma como adogmática e integrada por librepensadores y humanistas, y describe sus forma de actuar como tolerante,  y democrática. También se autodefine como una institución de carácter iniciático y filosófico fundada en la fraternidad y como una escuela moral que busca el desarrollo del ser humano. Niega ser una religión, más bien una sociedad filosófica. Pero la masonería insiste en que su metodología iniciática tiene una formulación ritualística y una liturgia que, aun no siendo religión en el sentido usual del término, responde a inquietudes humanas semejantes, dando lugar a análogas controversias.
No se define como una sociedad secreta, sino discreta. Según Alain de Benoist, es una sociedad secreta pero visible. Pero como todas las religiones, tiene como base la metafísica. Uno de sus componentes y atractivos esenciales es la pretensión o la presunción de poseer un conocimiento secreto, una gnosis, que sólo se comunica a los iniciados. Por otra parte, la doctrina masónica se basa en multitud de sincretismos -copiados de muchas fuentes-, tanto en su filosofía como en su simbolismo y rituales, ampliando así su red de atracción.
Una de las críticas es la desviación de las tres columnas masónicas (Fuerza, Sabiduría y Belleza) con respecto a los tres trascendentales del ser (Verdad, Bondad y Belleza).

## Antimasonería por país

### Alemania
El 22 de junio de 1784, el Príncipe-Elector de Baviera, duque Carlos Teodoro, aprobó un edicto contra los Iluminados de Baviera, la masonería y, en general, cualquier sociedad no autorizada por la ley. En Alemania se prohibió la masonería bajo el régimen nacional-socialista.

### Chile
En Chile el caudillo liberal José Miguel Carrera denunció a la Logia de Lautaro con la que tenía desavenencias políticas y, según lo que decía, eran un órgano de corrupción (no obstante, él mismo fue iniciado en la Logia de San Juan N.º 1, Filadelfia, en marzo de 1816). El trato de los hermanos Carrera por parte de la justicia fue drástico y desproporcionado por sus rivales políticos en Chile y Argentina (todos miembros de aquella Logia Masónica). También se acusó a la logia de la posible muerte de otro caudillo, Manuel Rodríguez (amigo y simpatizante de Carrera) que había ayudado en el proceso de independencia. Manuel Rodríguez fue asesinado al parecer por órdenes de la Logia a sangre fría y sin proceso alguno. Hechos que, entre otros factores, provocaron que Bernardo O'Higgins, gran maestro de la logia, depusiera su cargo. Aunque no son crímenes de la propia masonería, sino conflictos entre logias específicas, son hechos polémicos que han provocado que varios grupos se opongan a esta y que, por tanto, surjan movimientos antimasónicos en Chile.[cita requerida]

### Costa Rica
A finales del siglo XIX se funda el partido Unión Católica, partido religioso de tinte antimasónico. Uno de los requisitos para ser miembro del partido era no ser masón.

### Cuba
En los regímenes de izquierda se ilegalizó generalmente la francmasonería, excepto en Cuba.
En el transcurso de la Revolución y durante los primeros tiempos del gobierno revolucionario, la masonería lo había respaldado, pero la radicalización del proceso trae como resultado que algunos de sus altos funcionarios abandonen el país. Por ejemplo, el ex Gran Maestro J. J. Tarajano funda en Estados Unidos la Gran Logia de Cuba en el exilio, que fue reconocida en la Conferencia de Grandes Maestros celebrada en Washington. Sin embargo, los masones cubanos proclaman que la Gran Logia con sede en La Habana es la única y verdadera representación de la masonería regular cubana, y este hecho finalmente es reconocido en la V Conferencia de la Confederación Masónica Interamericana.
En 1962 el gobierno cubano cerró el templo masónico de La Habana y arrestó a los Gran Maestros.
Tras estas etapas de represión, comienza una larga decadencia en la masonería cubana. Sin embargo, a partir de 1982 y debido al comienzo de la apertura del sistema cubano a instituciones no gubernamentales, la cantidad de adeptos a la masonería ha ido en aumento, tendencia que no ha cambiado.
En Miami está localizada la Gran Logia de Cuba en el exterior, que no es aceptada como legítima por la masonería americana. La Gran Logia de Cuba (aceptada) tiene sede en La Habana. Cuba es uno de los países latinoamericanos con mayor cantidad de masones. En el territorio nacional cubano hay repartidas 314 logias, que cuentan con 29.000 hermanos aproximadamente.

### Ecuador
En Ecuador, durante la segunda presidencia del Presidente Dr. Gabriel García Moreno, se proscribieron las sociedades secretas y se negó la condición de ciudadanía a los miembros de este tipo de sociedades, configurando de esa manera una proscripción de las actividades masónicas.

### Egipto
En 1952, cuando el rey Faruk de Egipto fue destronado por Gamal Abdel Nasser, se prohibió la masonería.

### España
Antes de la Primera Guerra Mundial, el carlista Juan Vázquez de Mella presentó a las Cortes una vigorosa petición solicitando que la masonería fuese declarada ilegal, facciosa y traidora a la patria, quitando de los empleos públicos a los masones. En 1927, bajo la dictadura, Miguel Primo de Rivera prohibió la masonería. El dictador español Francisco Franco publicó, bajo el seudónimo de Jakim Boor, una serie de artículos antimasónicos en los periódicos de la posguerra, publicados todos ellos más tarde en el libro Masonería. Bajo la dictadura, la antimasonería, reflejada en la teoría de la conspiración judeo-masónico-comunista-internacional, era doctrina oficial del régimen franquista. Incluso se creó, en junio de 1940, un Tribunal Especial para la Represión de la Masonería y el Comunismo que, dados sus decepcionantes resultados, se ha considerado que más bien fue la plasmación jurídica de una «fantasía ideológica».

### Estados Unidos
En 1826, la masonería estuvo relacionada con el asesinato de William Morgan, lo que devino en un gran desprestigio, y el mismo año se fundó el Partido Antimasónico. Este movimiento antimasónico se extendió por el mundo.

### Francia

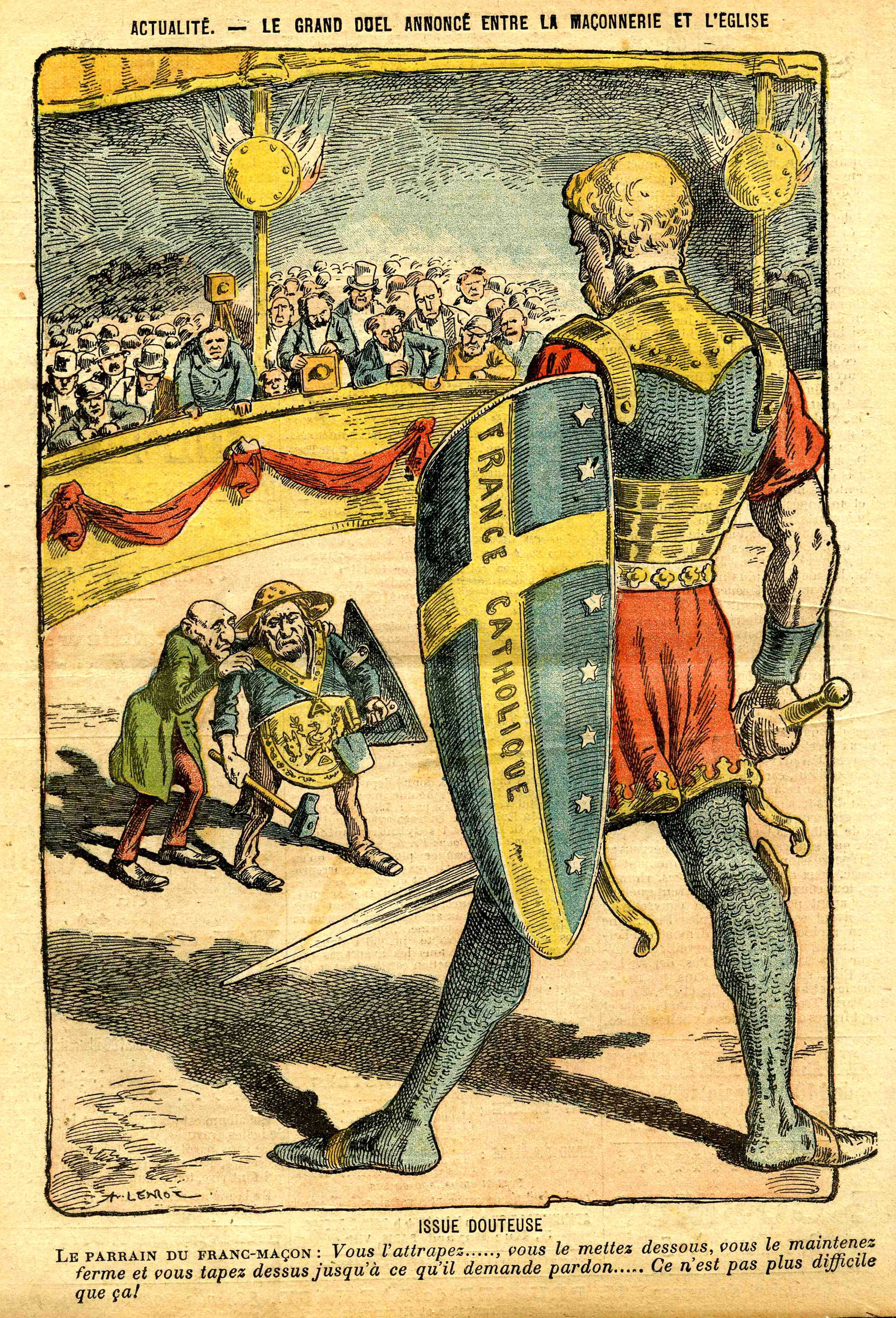
La Francia católica atacada por los masones, dibujo de Achille Lemot para el periódico Le Pèlerin, 12 de octubre de 1902.

En los años 1890, Léo Taxil con su "broma de Taxil" va a acusar a la masonería de satanismo y de adoración a un ídolo con cabeza de macho cabrío definido como Baphomet. Al comienzo del siglo XX, el escándalo del fichero masónico revelado por el periódico Le Figaro el 27 de octubre de 1904 fue un escándalo antimasónico. El general masón y anticlerical Louis André presentó su dimisión y el gobierno de Émile Combes cayó.

### Gran Bretaña
En septiembre de 1984, Scotland Yard en Londres aconsejó a sus oficiales que no fueran miembros de la masonería porque su reputación de imparcialidad se había perdido.
Hoy en día, los nuevos jueces británicos tienen que declarar su pertenencia a la masonería antes de ejercer.

### Irak
En 1980, el código penal de Irak fue cambiado por Saddam Hussein y el Partido Árabe Socialista Baaz, prohibiendo la promoción de ideas sionistas, incluyendo masónicas, así como la pertenencia a dichas organizaciones.

### Italia
En 1981, el escándalo de la logia masónica italiana Propaganda Due provocó un importante descrédito de la masonería italiana.

### Jordania
El 9 de julio de 1999, el ministro de Interior de Jordania, Nayef al-Qadi, confirmó que su ministerio no permitirá que tenga lugar ninguna actividad masónica en el territorio jordano. Esto se debió a que se había anunciado la intención de realizar un acto de investidura en la capital del país, Amán.

### Marruecos
En Marruecos, el rey Hassan II prohibió la masonería después de su acceso al trono.

### Palestina
El 18 de agosto de 1988, Hamás publica su "Convenio", con numerosos artículos que definen y justifican sus acciones. En todo el documento se menciona tres veces a la masonería, definiéndola como enemiga del Islam y aliada del judaísmo.

### Portugal
En 1931, siendo ministro António de Oliveira Salazar, se ilegalizó a la masonería. El gran maestro fue arrestado.

### Serbia

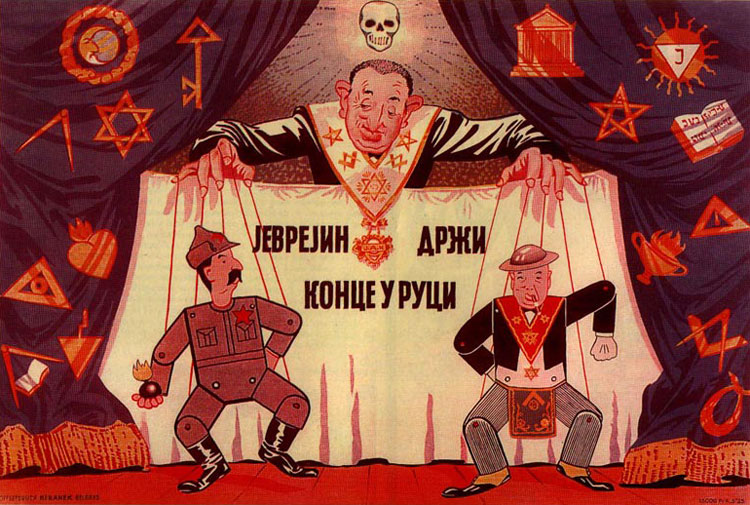
Cartel de la exposición antimasónica, 1941

En 1941, se organizó una exposición antimasónica en Serbia con más de 80.000 visitantes.

### Suiza
En 1937, el coronel Arthur Fonjallaz quiso prohibir la masonería en Suiza por medio de una iniciativa popular.

### Turquía e Imperio Otomano
Después de que el Papa Clemente XII excomulgase a la masonería en 1738, la influyente comunidad cristiana del Imperio otomano, junto con algún ulema (teólogo islámico), presionaron al sultán turco Mahmut I para que prohibiese la masonería bajo la acusación de ateísmo. A partir de entonces, la masonería se convirtió en todo el Imperio Otomano en sinónimo de la falta de fe en Dios.
El sultán Abdul Hamid II fue califa del Islam y guardián de las sagradas tierras de la Meca y Medina. Sufrió un golpe de Estado en 1908 y se acusó a los golpistas de ser masones y de que la revolución de Mustafa Kemal fue una conspiración de la logia de Salónica "Unión y Progreso" que creó el partido de los Jóvenes Turcos.

### Vaticano
Véase: Antimasonería religiosa

## Antimasoneria política
A lo largo de la historia, numerosos regímenes que se encuadran con la definición de dictatorial o totalitario reprimieron la masonería. Una clasificación de las instituciones e ideologías que con mayor contundencia se han opuesto o han atacado a la masonería puede ser la siguiente:

### Dictatorial o totalitario
Gobiernos totalitarios tanto de la derecha como de la izquierda política han perseguido la masonería y la han acusado simultáneamente de ser afín al comunismo y al capitalismo burgués, según fuese un totalitarismo de derechas o izquierdas quien necesitaba justificar sus medidas de represión a la masonería.
Durante la Dictadura Franquista, la masonería fue prohibida en España
(1940-1975).De la Cierva, Ricardo (2002). «8». La Masonería Invisible. Madrid: FÉNIX S.L. pp. 491,496. ISBN 84-88787-40-5. «La Ley auténticamente represiva fue la de 1
de marzo de 1940, en cuyo preámbulo se expresa la grave responsabilidad de la Masonería
en la decadencia de España, en la pérdida del Imperio, en las
Guerras Civiles y en las perturbaciones que aceleraron la caída de la Monarquía Constitucional... En 1952 Franco, seguramente ayudado por alguno de sus colaboradores, reunió en un solo volumen, titulado "Masonería" sin especificación de pie editorial, una amplia colección de artículos suyos firmados bajo el seudónimo de Jakin Boor, los cuales habían sido publicados en el Diario Oficial del Movimiento Arriba. El 29 de noviembre de 1977, el diario "El País" informaba que el día anterior la masonería había aparecido públicamente en España».

#### En gobiernos de derecha
Entre los gobernantes de derecha que proscribieron la masonería se encuentran: el régimen de Vichy (Francia), António de Oliveira Salazar (Portugal), Francisco Franco (España) que estableció el Tribunal especial para la represión de la masonería y el comunismo.

#### En gobiernos de izquierda
Entre los gobernantes de izquierda que proscribieron la masonería se encuentran: Stalin (URSS) y Béla Kun (Hungría). El IV Congreso Mundial de la Internacional Comunista tuvo lugar en Moscú entre el 30 de noviembre y el 5 de diciembre de 1922. El congreso promulgó la incompatibilidad entre la pertenencia a la masonería o la Liga de los derechos humanos y un partido comunista.

### Monarquista
En España la masonería fue reprimida bajo los reinados de Fernando VI y de Fernando VII.

## Antimasonería religiosa
También ha sido perseguida la masonería por religiones y por gobiernos teocráticos (véase Antimasonería por país), a pesar de que la masonería no se define a sí misma como una religión. Del otro lado, en la historia, una parte de los masones no solamente han profesado el laicismo, sino también el anticlericalismo, oponiéndose filosófica, doctrinal y políticamente al cristianismo.

## Antimasonería laica
Antimasonería laica, o de la sociedad civil, recrimina a la masonería su carácter secreto, de élite y de obediencia al margen de los mecanismos democráticos transparentes e igualitarios, sobre todo cuando en algunas logias se concentran hombres que tienen el poder político o económico, ya que esto es poco compatible con los ideales democráticos porque puede conducir a casos de colusión debido a la ayuda mutua entre los francmasones que podría poseer un carácter imperativo, por encima de los principios de equidad y de la justicia civil. Según Antony Sutton, en una sociedad verdaderamente libre, el ejercicio del poder político tiene que ser siempre abierto y transparente y la estructura de la masonería se infiltró en varias ocasiones y se utilizó para promover intenciones subversivas, lo que explicó ya John Robison en 1798. Se reveló la proximidad de intenciones de las logias masónicas con las usinas de ideas en el ánimo de inducir cambios para transformar la sociedad. Por ejemplo, la Asamblea Nacional de Francia tiene su fraternidad masónica que ejerce una acción parecida a los lobbys, tentando de hacer promoción de la bioética, de la eutanasia y de marginalizar las escuelas de lenguas regionales como en Bretaña.
Se ha criticado al anticlericalismo masónico por no formar parte de ningún ideario progresista, sino de una rivalidad de secta, cercana al calvinismo, en su relación conflictiva con el catolicismo, corriente dominante del cristianismo y su evidente poder sobre las conciencias de sus creyentes. Se precisó que la masonería no era una estructura para reunir gentes de varios horizontes con religiones y filosofías diferentes para trabajar sobre problemas comunes, sino que la masonería tenía su propia filosofía, religiosidad y visión del mundo, su propio lenguaje religioso, sus propios rituales, moralidad y valores.
Asimismo se ha criticado su estructura jerárquica por no formar parte de ningún ideario libertario o fraternal. André Baron denunció la voluntad de dictadura de los iniciados en masonería sobre los profanos. Según Manuel Guerra Gómez, el laicismo, de origen e impronta masónicos, suele terminar por convertirse en un fundamentalismo sectario. Se interrogó sobre el carácter comercial de la iniciación a los diferentes grados masónicos, señalando su ausencia de gratuidad. También se interrogó sobre la ausencia de originalidad de la masonería, siendo un sincretismo muy variado: de mitos y leyendas de antiguas civilizaciones, como la sumeria, la egipcia y la judaica del Antiguo Testamento, mezcladas con el esoterismo de las doctrinas herméticas de la Edad Media, con filosofía presocrática y envuelto todo ello en los usos y costumbres de los maestros constructores de las catedrales góticas. Se ha precisado que el carácter especialmente masónico como la leyenda apócrifa del asesinato de Hiram Abif, los Juwes y Los Hijos de la Viuda eran mitos inventados. En la cuestión de la obsolescencia de la masonería, se precisó que en nuestros días, quienes se interesan por la masonería son personas adultas o de edad madura; es decir, bien distintas de las personas de corta edad a los que educaban los gremios de constructores en la Edad Media, poniendo en duda la eficacia de las iniciaciones. También se señala que en un momento histórico la masonería pudo ser una reacción necesaria de los hombres que necesitaban poner en común sus ideas, ante la incomodidad de la oscuridad intelectual que imperaba en una época propiciada por el fanatismo religioso, y que al desaparecer esa necesidad, desapareció la utilidad de la masonería o al menos la necesidad del secreto masónico.
Se ha criticado la forma de democracia tal como se practica en las logias, votando solo determinados niveles del estamento masónico, y en los casos en que todos participan, solo se votan aquellos asuntos que han decidido previamente los directivos de las logias. En las elecciones para elegir los cargos en las logias, se señaló que son los maestros quienes deciden aquellos que serán elegibles. La masonería, mediante su sistema de grados vertical y fuertemente jerarquizado, puede propiciar la arbitrariedad y la dominación de los grados superiores sobre los inferiores. Es más, enseñarían un sistema de pensamiento que se asume sin críticas, ni análisis y que permite o no la elevación en su jerarquía. Se han criticado los viejos usos de la masonería, en las "Constituciones de Anderson", que obligan a que solamente puedan acceder a la orden “hombres libres y de buenas costumbres”, es decir, ni esclavos, ni mujeres. En las constituciones se añade que “El Aprendiz debe ser también un joven perfecto, sin mutilaciones, sin vicios corporales, nacido de padres honrados”. Por eso se ha mantenido en algunas logias lo que fue llamado en Francia “Ostracismo de la Letra B” que prohíbe el acceso a las logias a los tartamudos (en francés bègues), bastardos, tuertos (en francés, borgne), bizcos, cojos (en francés boiteux), jorobados (en francés bossus) y bribones.

## Crítica de la masonería por masones
En Francia Jean Mamy fue masón de 1931 a 1939, en la logia Renan del Gran Oriente de Francia. Por su propia experiencia masónica afirmó que la derrota francesa frente a Alemania en 1940 se debió a la francmasonería y a las relaciones de esta con los judíos. A partir de 1940 no sólo decidió abandonar completamente la francmasonería, sino que colaboró con la Alemania nazi y llegó incluso a dirigir una película antimasónica, Fuerzas ocultas (1943). Tras la derrota de Alemania, Mamy fue fusilado en 1949.
El masón de alto grado francés Albert Lantoine criticó el materialismo masónico, su mentalidad cerrada y su finalidad de estimulante del arribismo y de las colusiones. En 2008 los masones quisieron protestar en Francia refiriéndose al valor de la igualdad en oposición a la no iniciación de mujeres en las logias, iniciando a la primera mujer en el Gran Oriente de Francia. El principal oponente fue convocado en un tribunal masónico. En España, los masones acudieron en 2007 a la justicia ordinaria (no a la masónica) para reclamar la democratización de sus estatutos.

## Teorías de la conspiración

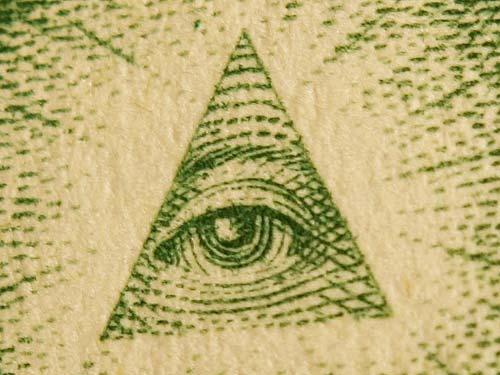
El ojo que todo lo ve, alegoría del poder oculto atribuido a la masonería.

El antimasonismo es un tema recurrente en las teorías de conspiraciones actuales que relacionan la masonería al supuesto Nuevo Orden Mundial y no se relaciona de manera obligatoria con la teoría de la Conspiración Judeo-Masónico-Comunista-Internacional, que se aproxima más a los grupos atacados en el discurso ideológico de la extrema derecha.

## Antimasonería en la cultura popular
- Murder by decree, película de Bob Clark inspirada por las teorías de Stephen Knight
- From Hell, novela gráfica de Alan Moore inspirada por las teorías de Stephen Knight.
- From Hell, película de Albert y Allen Hughes basada en la novela gráfica de Alan Moore.
- Ride the Goat, canción antimasónica americana Texto en línea en inglés
- Mi tío Sosthéne, novela corta de Guy de Maupassant Texto en línea en francés
- La novela "Les Hommes de bonne volonté: la recherche d'une église" por Jules Romains.
- La canción hip-hop de Immortal Technique Tell the truth, también conocida bajo el nombre de Bin Laden dice: "Esto no es una teoría de la conspiración extraterrestre, esta mierda es real, inscrita sobre un dólar bajo el sello masónico".[35]
- La novela El cementerio de Praga de Umberto Eco.